# 알레한드로 아벨런
알레한드로 아벨런(Alejandro Abellan, 1965년 5월 13일 ~ )은 배우, 영화배우, 텔레비전 배우이다.
오타와에서 태어났다.

## 영화
- 잘 나가는 그녀에게 왜 애인이 없을까 (2006년) - 후안 역
- 세이빙 밀리 (2005년)
- 브래티 베이비 (2005년)
- 코어 (2003년) - 소련 병사 역
- 산타클로스 2 (2002년)
- 저스트 코즈 (2001년)
- 사랑은 언제나 어려워 (2001년)